# روبرت ألين شوارتز
روبرت ألين شوارتز  (ولد في 30 يونيو 1947) هو طبيب أمريكي وباحث في الطب الحيوي وأستاذ جامعي ومسؤول حكومي . وهو أستاذ ورئيس قسم الأمراض الجلدية ، وأستاذ الطب ، وأستاذ طب الأطفال ، وأستاذ الطب الوقائي وصحة المجتمع في كلية الطب روتجرز نيو جيرسي ، وأستاذ زائر وباحث في الشؤون العامة والإدارة في كلية روتجرز للشؤون العامة والإدارة. ، ويعمل في مجلس أمناء جامعة روتجرز . قدم مساهمات أساسية في الطب ، بما في ذلك اكتشاف ساركوما كابوسي المرتبطة بالإيدز (KS-AIDS) ومتلازمة شوارتز بورغيس . في عام 2019 ، انضم شوارتز إلى إدارة ترامب كعضو في المجلس الاستشاري الرئاسي المعني بفيروس نقص المناعة البشرية / الإيدز .
حصل على بكالوريوس الآداب في العلوم السياسية من جامعة كاليفورنيا ، بيركلي عام 1969 ، وماجستير في الصحة العامة من جامعة كاليفورنيا ، وكلية بيركلي للصحة العامة عام 1970 ، ودكتوراه في الطب من كلية الطب بنيويورك في 1974 ، تخرج منها على رأس فصله كعضو في جمعية Alpha Omega Alpha Honor الطبية . تدرب في طب الأمراض الجلدية في جامعة سينسيناتي وفي معهد روزويل بارك للسرطان . تقدم في الأوساط الأكاديمية ، من جامعة أريزونا وجامعة كاليفورنيا ، سان فرانسيسكو ، إلى كلية روتجرز نيو جيرسي الطبية ، حيث أصبح في عام 1983 أول رئيس دائم للأمراض الجلدية ، حيث أسس برنامج الإقامة للأمراض الجلدية في عام 1984.
في عام 1981 ، قاد شوارتز إحدى المجموعات الثلاث التي وصفت لأول مرة ساركوما كابوسي المرتبطة بالإيدز (KS-AIDS). في عام 1978 وصف لأول مرة ورم حليمي جلدي مزهر . يُنسب إلى شوارتز الوصف السريري لأنواع فرعية جديدة من ساركوما كابوزي: ساركوما كابوزي توسع الشعيرات ، ساركوما كابوزي الجدروية وساركوما كابوزي الندمية . في عام 1981 ، وصف لأول مرة شذوذًا شوكيًا شائكًا ( acral acanthosis nigricans). في عام 1980 ، نشر إدموند كلاين وشوارتز وزملاؤه في مجلة السرطان واحدة من أولى العلاجات الفعالة لساركوما كابوزي ، وهو نوع من السرطان أصبح أكثر شيوعًا مع انتشار وباء الإيدز .
قام شوارتز بتأليف العديد من الكتب ، منها (سرطان الجلد: الاعتراف والإدارة) ، وهو كتاب رائد في علم الأورام الجلدية. كتب شوارتز أيضًا 10 دراسات ، وهو مؤلف أكثر من 250 فصلاً من الكتب و 500 مقالة و 200 منشور آخر. وحاضر في أكثر من 30 دولة مختلفة ، وعلى مدى ثمانية عشر عامًا متتالية ، كان عضوًا في هيئة التدريس في الاجتماع السنوي للأكاديمية الأمريكية للأمراض الجلدية . تم انتخاب شوارتز عضوًا فخريًا في أكثر من 20 جمعية جلدية وطنية. حصل على العديد من الدكتوراه الفخرية .

## الحياة الشخصية
في عام 1984 ، تزوج شوارتز من كاميلا كريسيكا ، طبيبة جلدية وأكاديمية. كان ابنهما إدموند جانيجر مستشارًا لوزير الدفاع البولندي أنتوني ماسيريفيتش لفترة قصيرة في عام 2015. 

## روابط خارجية
- Official website